# Perruche à moustaches
Psittacula alexandri
Espèce
Répartition géographique
Statut de conservation UICN

 NT  : Quasi menacé
Statut CITES
La Perruche à moustaches (Psittacula alexandri) ou perruche à poitrine rose, est une espèce d'oiseaux de la famille des Psittacidae.

## Description
Cet oiseau a un plumage vert, une tête bleu clair et une moustache

## Répartition et sous-espèces
Selon la classification de référence du Congrès ornithologique international (15.1, 2025) elle se répartit en huit sous-espèces (ordre phylogénique) :
- P. a. fasciata (Müller, 1776) — du nord de l'Inde au sud de la Chine et l'Indochine ;
- P. a. abbotti (Oberholser, 1919) — îles Andaman ;
- P. a. cala (Oberholser, 1912) — Simeulue ;
- P. a. major (Richmond, 1902) — Lasia et Babi (Sumatra) ;
- P. a. perionca (Oberholser, 1912) — Nias ;
- P. a. alexandri (Linné, 1758) — Java, Bali et sud de Bornéo ;
- P. a. dammermani Chasen & Kloss, 1932 — îles Karimunjawa ;
- P. a. kangeanensis Hoogewerf, 1962 — îles Kangean.